# Muratlı, Bulancak
Muratlı là một xã thuộc huyện Bulancak, tỉnh Giresun, Thổ Nhĩ Kỳ. Dân số thời điểm năm 2011 là 113 người.